# Borau
Borau es un municipio español del partido judicial de Jaca, en la provincia de Huesca. Pertenece a la comarca de la Jacetania y comunidad autónoma de Aragón.
Borau es un pequeño pueblo de gran importancia en el pasado como núcleo comercial y financiero de la zona. Destacan por su belleza las calles totalmente adoquinadas y las casas encaladas o de piedra que es el estilo típico de la zona.
Se encuentra cerca de Jaca en el Valle del Aragón.

## Geografía
El término municipal de Borau linda por el norte con los de Canfranc y Aísa, por el este con Villanúa y Castiello de Jaca, por el sur con Jaca y por el oeste con Aísa.
De norte a sur está atravesado por el río Lubierre, un afluente del río Aragón.
Entre las alturas destacables del término tenemos Las Blancas (2131 m de altura) y el Pico de Enmedio (1827 m).
Parte de su término municipal está ocupado por el Parque natural de los Valles Occidentales.

## Historia
Borau tiene categoría de Villa, lo que habla de su importancia en el pasado como núcleo de población y notorio centro agrícola, ganadero y forestal del territorio.
Las huellas de ese esplendor están presentes en todo el casco urbano, en las fachadas de algunos de sus edificios y en la entidad de muchas de las casas que han sido restauradas con un gusto exquisito. Está situado a 1.008 metros de altitud y lo atraviesa el río Lubierre, afluente del Aragón. En la entrada del pueblo se levanta el edificio de las antiguas escuelas construido en 1928, un bello e insólito exponente de arquitectura civil en el Pirineo. Sus calles angostas, empedradas y llenas de detalles, su iglesia del siglo XVI vigilando desde lo alto de la localidad, los tejados de pizarra y losa, y las chimeneas pirenaicas lo convierten en uno de los núcleos mejor conservados de la zona.

## Demografía
Borau cuenta con una población de 85 habitantes (INE 2024).
| Gráfica de evolución demográfica de Borau entre 1842 y 2021                                                         |
| |
| Población de derecho según los censos de población del INE Población de hecho según los censos de población del INE |

## Administración y política
| Período   | Alcalde             | Partido |  |
| --------- | ------------------- | ------- |  |
| 1979-1983 | Alberto Jarne Gella | UCD     |  |
| 1983-1987 |                     |         |  |
| 1987-1991 |                     |         |  |
| 1991-1995 |                     |         |  |
| 1995-1999 |                     |         |  |
| 1999-2003 |                     |         |  |
| 2003-2007 |                     |         |  |
| 2007-2011 |                     |         |  |
| 2011-2015 | Daniel López Pérez  | PSOE    |  |
| 2015-2019 | Daniel López Pérez  | PSOE    |  |

| Partido político    | Partido político                                   | 2003   | 2007   | 2011   | 2015   |
| Partido político    | Partido político                                   | Ediles | Ediles | Ediles | Ediles |
|                     | Partido de los Socialistas de Aragón (PSOE-Aragón) | 1      | 1      | 2      | 2      |
|                     | Partido Popular de Aragón (PP)                     | —      | 0      | 1      | 1      |
|                     | Partido Aragonés (PAR)                             | 0      | 0      | —      | 0      |
|                     | Chunta Aragonesista (CHA)                          | 0      | —      | —      | —      |
| Total de concejales | Total de concejales                                | 1      | 1      | 3      | 3      |

## Economía

### Evolución de la deuda viva
El concepto de deuda viva contempla sólo las deudas con cajas y bancos relativas a créditos financieros, valores de renta fija y préstamos o créditos transferidos a terceros, excluyéndose, por tanto, la deuda comercial.
Entre los años 2008 a 2014 este ayuntamiento no ha tenido deuda viva.

## Escudo
En campo de sinople (verde), ermita de plata, aclarada de gules. El jefe, de azur, encajado de cuatro piezas de plata con un óvalo de oro, cargado de un cáliz de cornerina (rojo sangre). Al timbre, Corona Real cerrada.

## Monumentos
Los monumentos más importantes son:

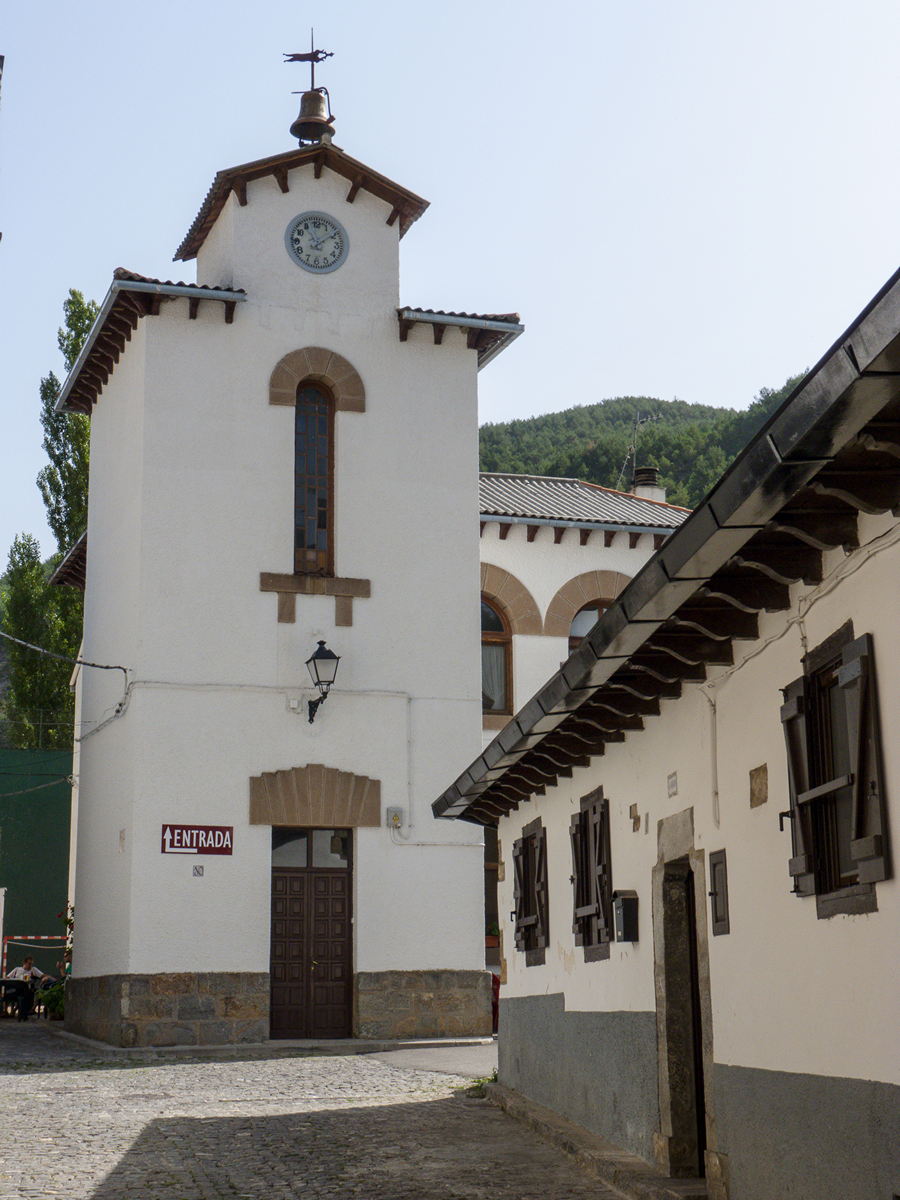
Escuela de Borau.

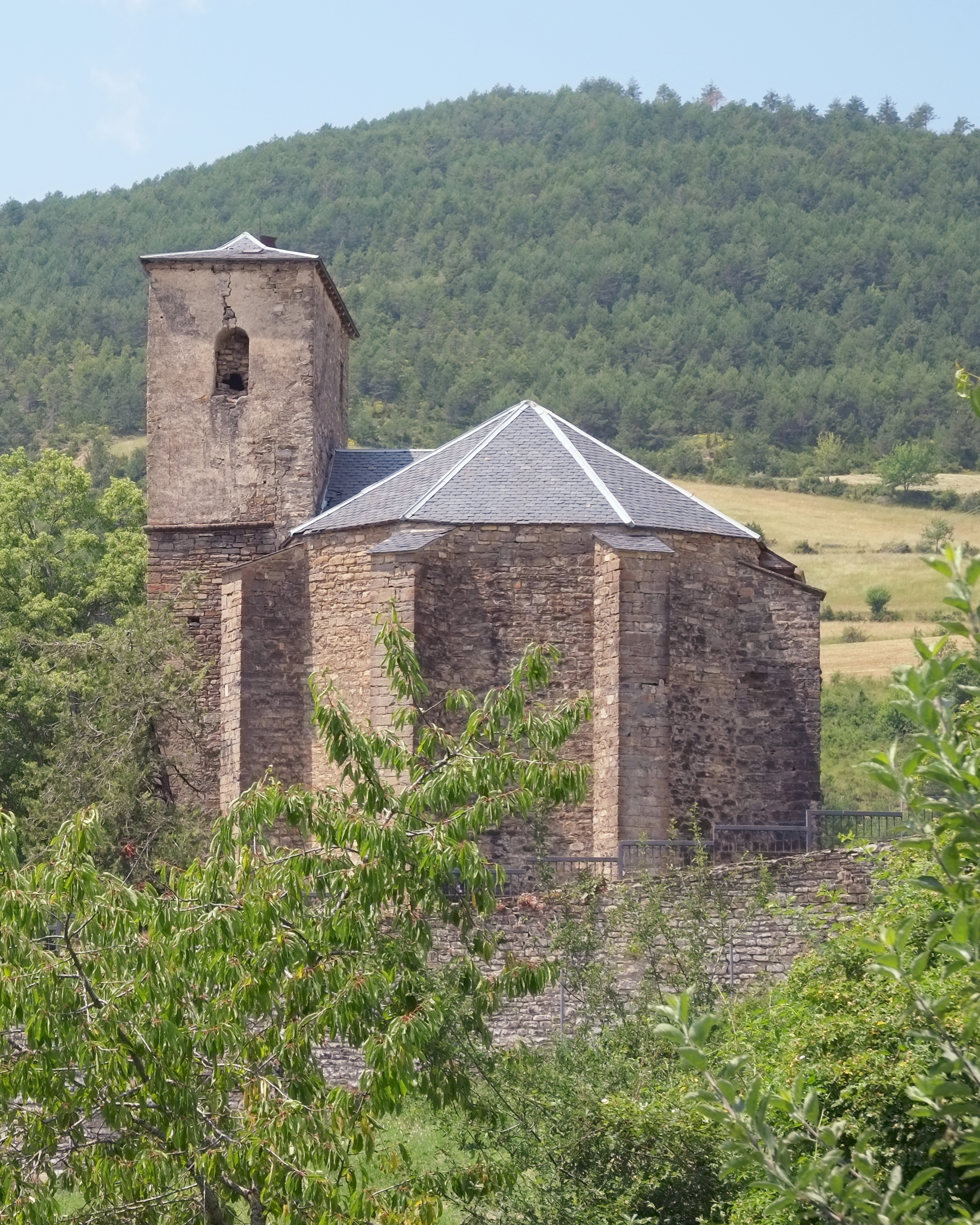
Iglesia de Santa Eulália, Borau.

- La Casa Regino que se encuentra en la plaza del Ayuntamiento y que se caracteriza por los arcos en las ventanas de su fachada principal.
- La Ermita del Pilar que se encuentra en la calle del Molino en la que destacan el retablo barroco y el coro en el que se conserva un atril con un libro de cánticos muy antiguo.
- La Iglesia Parroquial de Santa Eulalia, la cual está muy deteriorada por el paso del tiempo, en ella destacan el retablo mayor la sacristía y todos los cuadros de motivos religiosos de la pared lateral, está cerrada al público por su ruinoso estado.
- El Monasterio de San Adrián de Sasabe del que solo queda la Iglesia y una pequeña sacristía anexa.

### San Adrián de Sasabe
Muy cerca de Borau (2 km al norte) está San Adrián de Sasabe, un monasterio del siglo X de los más importantes de la Alta Edad Media en el Reino de Aragón, aunque actualmente sólo queda una iglesia situada en la margen izquierda del Lubierre, justo después de la confluencia de los dos barrancos, el Calcil y Lupán, que lo forman.
Las teorías sobre Sasabe son variadas pero la que mayor relevancia ha adquirido con el paso del tiempo es la que defendía el Padre Ramón de Huesca en el siglo XIX. Según ésta, San Adrián fue un cenobio visigótico en el que se refugiaron los obispos de Huesca en su huida de la invasión árabe. Con ellos se llevaron el Santo Grial, lo que explica buena parte de la gran trascendencia histórica del monasterio entre la cristiandad. De hecho, parece claro que el cenobio fue sede de los obispos de Aragón a partir del siglo X y hasta que se creó la sede de Jaca en 1077.
San Adrián de Sasabe muestra una sola nave rectangular con presbítero y ábside semicircular cubierto por una bóveda de cuarto de esfera. El interior es extremadamente adusto. El único adorno de los muros es una imposta volada. En el exterior los detalles arquitectónicos son más profusos y así podemos observar un sencillo ajedrezado que enmarca el arco de la puerta sur. La portada occidental ofrece numerosas influencias del arte románico jaqués y características que recuerdan a la cercana ermita de Santa María de Iguácel.

### Iglesia Parroquial de Santa Eulalia
Aunque pudo existir un templo románico -del que quedaría como único testimonio un tímpano con un crismón embutido en el muro Norte del presbiterio-, la actual iglesia parroquial obedece al proyecto constructivo que (en la segunda mitad del siglo XVI) probablemente realizara el maestro constructor Juan de Landerri, autor de la capilla de la Santísima Trinidad de la catedral de Jaca y del claustro de las benedictinas de esta misma ciudad. La iglesia presenta planta de una sola nave de amplias dimensiones, con coro alto a los pies, y se cierra al Este mediante un ábside poligonal de tres lados reforzado con contrafuertes en los ángulos.
En el tramo inmediato al presbiterio se proyectó la apertura de dos pequeñas capillas laterales, con la intención de dibujar una aparente cruz latina. De estas capillas sólo se conserva la del lado Sur sobre la que asienta la torre. En el lado Sur del último tramo se abre una sencilla portada clasicista cobijada por un pequeño pórtico. A pesar de que la capilla lateral se aboveda con crucería estrellada y de que existen los arranques de otras bóvedas de crucería, el sistema de cubiertas que existe en la actualidad revela que o bien no pudieron voltearse entonces o bien se vinieron a tierra en un momento indeterminado (lo que ha obligado a utilizar un cielo raso en el tramo de los pies, una sencilla bóveda de arista en el central y a organizar la cabecera en dos pequeños tramos uno de cañón con lunetos y otro trapezoidal en el ábside cubierto con bóveda arista).
El retablo mayor está dedicado a Santa Eulalia y es obra contratada en 1568 por Leonardo de Labárzana y su hijo Lope, concluyéndose hacia 1571. Estructuralmente obedece al modelo de retablo de entrecalles definido en tierras aragonesas ya a mediados del siglo XVI, lo que obliga a considerarlo una obra arcaizante. Consta de sotabanco, banco, dos cuerpos y áticos. El sotabanco presenta paneles con decoración en relieve con motivos vegetales y bustos de perfil. El banco tiene esculturas sedentes de los cuatro Evangelistas y en los extremos las de San Jerónimo y San Victorián. En el primer cuerpo se encuentran las tallas de distintos santos presididas por la de Santa Eulalia. En el segundo cuerpo se hallan otras imágenes presididas por un medallón con la Virgen y el Niño. Por último, en el ático figura el tradicional Calvario.
Otra pieza debida a los mismos escultores es el retablo de San Pedro, cuya imagen titular se halla actualmente sobre el tabernáculo del retablo mayor. Consta de banco, un cuerpo articulado en tres calles y ático, ocupando las calles laterales del cuerpo las imágenes de San Miguel, (según el modelo utilizado por el florentino Juan Moreto en el retablo Lasala de la catedral de Jaca), y la de San Antonio de Padua.
A los pies se ubica el coro cerrado con un excepcional antepecho de madera que hay que relacionar con los de otras parroquiales de la comarca como las de Santa Ana de Mianos, San Miguel de Lorbés y San Pedro de Sinués. Es obra de la segunda mitad del siglo XVI.
La iglesia conserva también varias obras barrocas: El retablo de la Inmaculada, fechado en 1692, El retablo de la Virgen del Rosario, obra del siglo XVIII y un Crucificado del siglo XVII de considerable calidad.